# Ludwig Külz

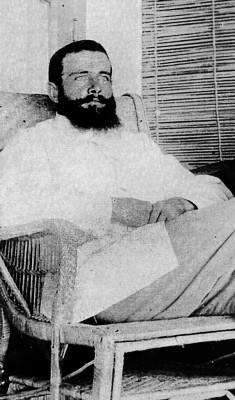
Ludwig Külz
(1902 in Togo)

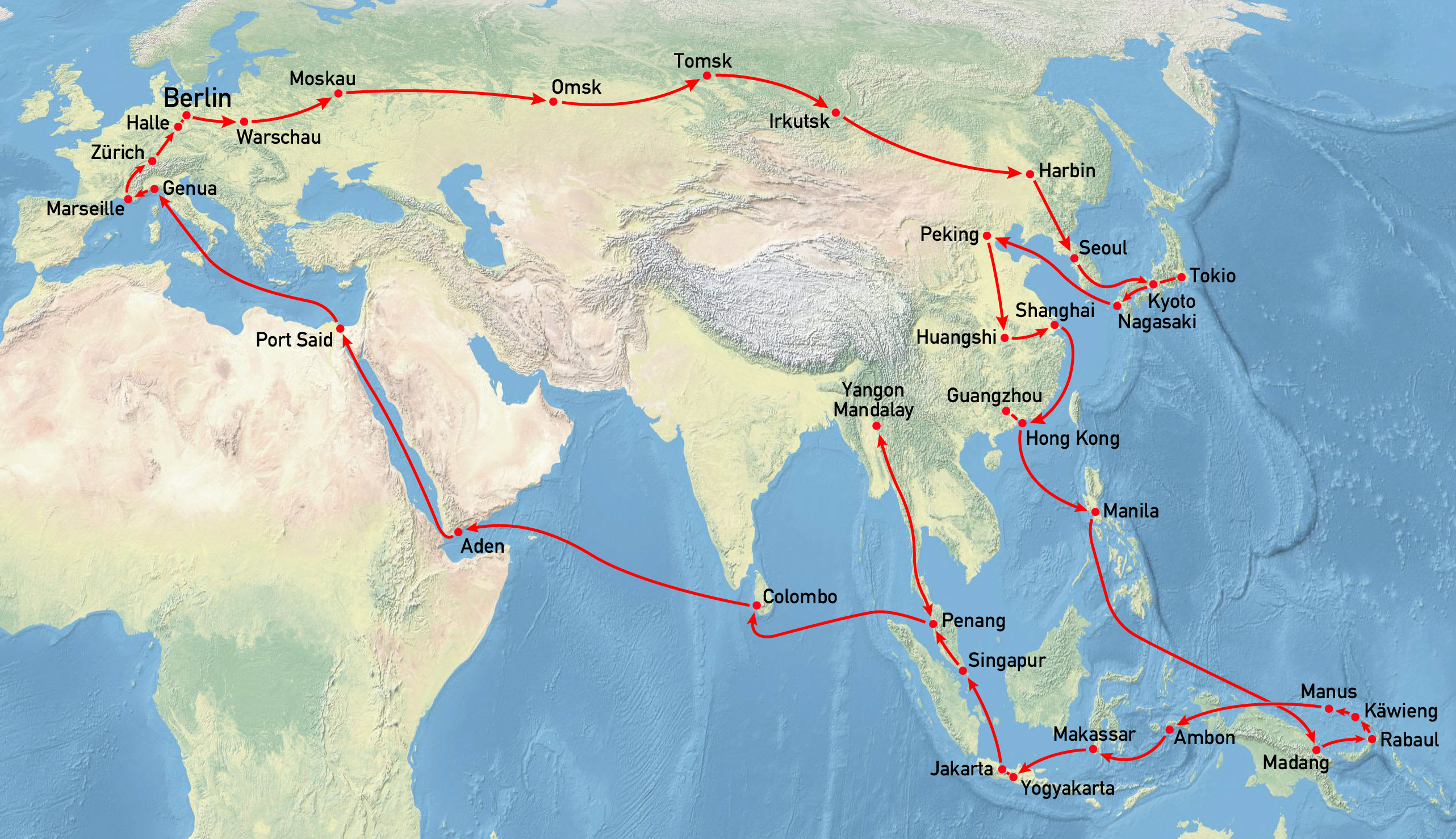
Exkursionsroute der Medizinisch-demographischen Deutsch-Neuguinea-Expedition

Friedrich Otto Ludwig Külz (* 18. Februar 1875 in Borna; † 20. Februar 1938 in Leipzig) war ein deutscher Kolonialarzt, Tropenmediziner und Afrikaforscher.

## Leben
Ludwig Külz wurde als Sohn eines Pfarrers geboren und war der Zwillingsbruder des liberalen Politikers und Reichsinnenministers Wilhelm Külz. Ludwig studierte im Gegensatz zu seinem der Juristerei zugewandten Zwillingsbruder Medizin. Nach dem Abschluss mit der Promotion zum Dr. med. im Jahr 1899 leistete er seinen Wehrdienst als Marinearzt der Kaiserlichen Marine ab und nahm gleich an einer fünfmonatigen Auslandsreise in das südliche Afrika teil. 1902 wurde er Regierungsarzt in der deutschen Kolonie Togo und ab 1905 in Kamerun bis 1913. Als solcher war er beruflich mit der Aufgabe befasst, mit medizinischen Argumenten wie der Malariaprävention die in den deutschen Kolonien politisch gewünschte Segregation zwischen Schwarz und Weiß als hygienisch notwendig zu begründen. Diese Argumentationen wurden mit tragend in der Douala-Enteignung, die 1914 in der Hinrichtung von Chief Rudolf Manga Bell ihren Höhepunkt fand.
Er war stellvertretender Leiter der medizinisch-demografischen Deutsch-Neuguinea-Expedition 1913/14 des Reichskolonialamtes, an der auch der Tropenmediziner Professor Alfred Leber als Expeditionsleiter sowie auch der Maler Emil Nolde und seine Frau teilnahmen. Diese Expedition endete erst unmittelbar vor Beginn des Ersten Weltkriegs.
Im Dezember 1914 gelang ihm von Hollandia auf einem niederländischen Frachtschiff unter Inkognito die Flucht nach Deutschland. Im Juli 1915 wurde er zum Medizinalrat befördert. Zunächst wurde er im Kriegslazarett 18 bei Sedan eingesetzt, dann war er Regimentsarzt beim Feldartillerieregiment 7. Nach seiner Beförderung zum Marine-Oberarzt 1916 erfolgte seine Abordnung zum Stab des Feldmarschalls Colmar von der Goltz in das Osmanische Reich sowie später weiterer Einsatz in Rumänien.
Külz lebte von 1928 bis zu seinem Tod in Erdmannshain bei Leipzig.
Seine Erinnerungen an die Zeit in Afrika fanden nach seinem Tod im Dritten Reich noch einmal eine breite Leserschaft.

## Schriften (Auswahl)
- Literatur von und über Ludwig Külz im Katalog der Deutschen Nationalbibliothek
- Zur Frauenfrage in den deutschen Kolonien. In: Koloniale Monatsblätter, Jg. 15, 1913, S. 61–67.
- Tropenarzt im Afrikanischen Busch. 3. Auflage. Berlin 1942.

## Belege
1. 1 2  Geheimrat Prof. Dr. med. Ludwig Külz. In: www.geschichteborna.de. Abgerufen am 19. Dezember 2023.
2. ↑  Andreas Eckert: Grundbesitz, Landkonflikte und kolonialer Wandel – Douala 1880 bis 1960. Franz Steiner Verlag, Stuttgart 1999, S. 118.
3. ↑  Wolfgang U. Eckart: Politische »Machtergreifung« und medizinische Wissenschaft: Das Gesetz zur Verhütung erbkranken Nachwuchses vom 14. Juli 1933. In: Christoph Gradmann, Oliver von Mengersen: Das Ende der Weimarer Republik und die Nationalsozialistische Machtergreifung, Vorträge Heidelberger Historiker in der Reichspräsident Friedrich Ebert Gedenkstätte. Manutius Verlag, Heidelberg 1994, ISBN 3-925678-48-4, S. 155–156. (Zu Ludwig Külz, der dem »Bastardisierungs«-Problem bei Kindern, die in Ehen zwischen weißen Siedlern und farbigen Eingeborenen geboren wurden, entgegentrat)
4. ↑  Biographisches Handbuch Deutsch-Neuguinea. 2. Auflage. Fassberg 2002, OCLC 79203975, S. 212.

| Personendaten    | Personendaten                                              |
| ---------------- | ---------------------------------------------------------- |
| NAME             | Külz, Ludwig                                               |
| ALTERNATIVNAMEN  | Külz, Friedrich Otto Ludwig (vollständiger Name)           |
| KURZBESCHREIBUNG | deutscher Kolonialarzt, Tropenmediziner und Afrikaforscher |
| GEBURTSDATUM     | 18. Februar 1875                                           |
| GEBURTSORT       | Borna                                                      |
| STERBEDATUM      | 20. Februar 1938                                           |
| STERBEORT        | Erdmannshain                                               |